# РЛК-МЦ Валдай
РЛК-МЦ «Валдай» — российский радиолокационный комплекс обнаружения и противодействия малоразмерным БПЛА.

## Общие сведения
Разработчик комплекса - Лианозовский электромеханический завод концерна ВКО «Алмаз-Антей». Работы по Валдаю начались в 2016 году. Комплекс предназначен засекать и сопровождать объекты с крайне малой ЭПР, а также различать цели-беспилотники на фоне земли или различных объектов и отличать их от птиц. После обнаружения подавлять или нейтрализовать цели.
В 2018 году на форуме «Армия» был представлен опытный образец. В апреле 2019 года Валдай участвовал в учениях ракетных войск стратегического назначения, где прикрывал ракетные комплексы на маршрутах патрулирования от наблюдения и возможных атак условного противника.
Задача обнаружения малоразмерных БПЛА, в т.ч. коммерческих, представляет особую сложность из-за крайне малой ЭПР (менее 0,05-0,1 кв.м). Поэтому при разработке комплекса «Валдай» был предложен новый подход, предусматривающий одновременное использование нескольких средств разведки разного рода.
РЛК-МЦ установлен на самоходную машину на трехосном шасси с кузовом-контейнером. Комплекс разделен на модуль управления с выносным пультом, радиолокационный модуль, оптико-электронный модуль, модуль пеленгования источников радиосигналов и модуль противодействия. Также предусматриваются собственные средства энергоснабжения, средства связи и т.д.
Самый важный элемент комплекса – обзорный трехкоординатный радиолокационный модуль, работающий в X-диапазоне (длина волны 3 см). Зеркальная антенна устанавливается под радиопрозрачным куполом и вместе с ним может подниматься над крышей контейнера. РЛС обеспечивает круговой обзор при углах места от 0° до 30°. Минимальная дальность обнаружения – 300 метров.
Параллельно с РЛС поиск целей осуществляет модуль пеленгования источников радиосигналов, который выявляет каналы управления и связи БПЛА, и определяет местоположение аппарата и его оператора. Также в состав комплекса входит тепловизионная камера, получающая целеуказание от радиотехнических средств и способная сопровождать цель.
Данные от РЛС и пеленгатора поступают на бортовой компьютер. Оптико-электронный модуль предназначен как для сбора информации, так и для слежения за результатами противодействия.
«Валдай» способен самостоятельно бороться с обнаруженными дронами. Для этого в его состав включен модуль помех, способный подавлять сигналы управления и навигации. 
Все данные о воздушной обстановке и целях также могут выдаваться на командный пункт ПВО или другим потребителям. Для этого предусматриваются современные средства связи.
РЛС комплекса способна засекать беспилотники размерности Mavic или Phantom на дальностях не менее 5-6 км. Для более крупных целей дальность обнаружения превышает 15 км. Обеспечена высокая точность определения координат цели для последующего воздействия собственными средствами или для передачи сторонним огневым средствам.
«Валдай» может использоваться во всех сферах, где требуется быстрое обнаружение потенциально опасных малоразмерных воздушных целей. При помощи такой техники можно обеспечить охрану района от легких и сверхлегких БПЛА разных типов, несущих аппаратуру разведки или боевые части. Кроме того, гражданский вариант комплекса предлагается для обеспечения безопасности аэродромов от птиц.
РЛК-МЦ «Валдай» станет первым образцом своего класса, принятым на вооружение. Российская армия располагает различными средствами радиотехнической разведки и радиоэлектронной борьбы, но специализированные комплексы по противодействию малоразмерным БПЛА пока не выходили за пределы полигонов.
На март 2021 года «Валдай» прошел все необходимые проверки и испытания, и готов к принятию на вооружение.